# Сорокін Дмитро Миколайович
Дмитро Сорокін (нар. 14 липня 1988) — український футзаліст. Виступав за національну збірну України з футзалу.

## Кар'єра
Вихованець харківського футзалу У 17-річному віці почав залучатися до основного складу харківського «Локомотива», який у сезоні 2005/06 дебютував у Першій футзальній лізі України. У наступному сезоні разом із командою здобув малі бронзові медалі чемпіонату України і отримав право виступати у вищій лізі національного чемпіонату. Дебютував в еліті українського футболу 1 вересня 2007 року у виїзній грі проти київського «Метрополітена» (2:4), а перший м'яч на найвищому рівні забив 7 грудня того ж року у ворота ІнБев-НПУ (2:2). Надалі виступав за харків'ян понад 12 сезонів і став справжньою легендою «Локомотива». Здобув із командою незмінного тренера Євгена Ривкіна три чемпіонських титули, стільки ж піднімав над собою Кубок та чотири рази тріумфував у Суперкубку України. Загалом провів за команду 297 матчів у чемпіонатах України, в яких забив 113 м'ячів. 
У липні 2017 року підписав контракт із сербським «Економацом», за який упродовж двох сезонів став дворазовим чемпіоном Сербії та володарем Кубка країни.
2 липня 2019 року заключив угоду із херсонським «Продексімом». За три роки кар'єри у херсонській команді здобув із нею чемпіонство Екстра-ліги у 2020-му, Кубок та Суперкубок України у 2021 році. Загалом за «Продексім» провів 60 матчів в Екстра-лізі, в яких забив 20 м'ячів.
Після дострокового припинення чемпіонату України з футзалу сезону 2021/22 виступав за естонський «Космос», який виступає в найсильнішому футзальному дивізіоні Естонії. 
У кінці грудня 2022 року підписав контракт із клубом польської Екстракляси - «П'яст» із Глівіце. Разом із командою здобув бронзові нагороди чемпіонату.
Збірна України
28 червня 2009 року дебютував за національну збірну України з футзалу у грі проти збірної Еквадору (4:0). У цьому ж матчі відкрив лік голам за українську команду, записавши до свого активу дубль. За 12 років у футболці національної збірної зіграв за неї 91 гру і записав на свій рахунок 24 влучних удари.
Молодший брат Олександра Сорокіна.

## Досягнення
- Чемпіонат України (4): 2012–2013, 2013–2014, 2014–2015, 2019-20
- Кубок України (4): 2008—2009, 2015—2016, 2016—2017, 2020-21
- Суперкубок України (5): 2013, 2014, 2015, 2016, 2021
- Чемпіонат Сербії (2): 2017—2018, 2018—2019
- Кубок Сербії (2): 2017—2018, 2018—2019
- Чемпіон світу серед студентів: 2012